# Ghiacciaio Hamilton (costa di Shirase)
Il ghiacciaio Hamilton è un ghiacciaio lungo circa 9 km situato nella regione nord-orientale della Dipendenza di Ross, all'interno della zona condivisa da quest'ultima con la Terra di Marie Byrd, in Antartide. Situato in particolare in un tratto  della costa settentrionale della penisola di Edoardo VII facente parte della costa di Shirase, il ghiacciaio fluisce a ovest di capo Colbeck dirigendosi verso nord-ovest fino a entrare in mare.

## Storia
Scoperto nel gennaio 1902, durante la spedizione Discovery, comandata da Robert Falcon Scott e condotta dal 1901 al 1904, il ghiacciaio Hamilton è stato in seguito mappato per la prima volta dai cartografi dello United States Geological Survey grazie a fotografie scattate dalla marina militare statunitense (USN) durante ricognizioni aeree effettuate nel periodo 1959-65, e così battezzato dal comitato consultivo dei nomi antartici in onore di Gordon S. Hamilton, un ricercatore dell'Università del Maine, che sin dagli anni 1980 si è impegnato in ricerche sul campo relative al modo dei flussi glaciali dell'Antartide Occidentale.